# Pysariwka (rejon horoszowski)
Pysariwka (ukr. Писарівка) – wieś na Ukrainie w rejonie horoszowskim obwodu żytomierskiego.